# GN Большого Пса
GN Большого Пса (лат. GN Canis Majoris) — одиночная переменная звезда в созвездии Большого Пса на расстоянии приблизительно 3100 световых лет (около 951 парсека) от Солнца. Видимая звёздная величина звезды — от +11,6m до +10,1m.

## Характеристики
GN Большого Пса — красная пульсирующая полуправильная переменная звезда типа SRB (SRB) спектрального класса M7.